# Rembrandt (film, 2025)
Pour les articles homonymes, voir Rembrandt.
Pour plus de détails, voir Fiche technique et Distribution.
Rembrandt est un film franco-belge réalisé par Pierre Schoeller et dont la sortie est prévue en 2025.

## Synopsis
Un couple, Claire et Yves, ingénieur et chercheur dans le nucléaire, voit leur vie bouleversée depuis la découverte des trois toiles signés Rembrandt.

## Fiche technique
Sauf indication contraire, les informations mentionnées dans cette section peuvent être confirmées par la base de données cinématographiques Unifrance,  présente dans la section « Liens externes ».
- Titre original : Rembrandt
- Titre international : The Rembrandt Syndrome[3]
- Réalisation : Pierre Schoeller
- Scénario : Pierre Schoeller et Anne-Louise Trividic, en collaboration avec Violette Garcia[2]
- Musique : Paweł Mykietyn[4],[5]
- Décors : Mathieu Junot[4]
- Costumes : Isabelle Pannetier[4]
- Photographie : Nicolas Loir
- Son : Jean-Pierre Duret[4]
- Montage : Laurent Rouan[4]
- Production : Alain Attal[6]
- Sociétés de production : Trésor Films, en coproduction avec Artémis Productions (Belgique), France 3 Cinéma et Zinc. (France)[7]
- Société de distribution : Zinc. (France)
- Budget : 8,5 millions €[3]
- Pays de production :  France /  Belgique
- Langue originale : français
- Format : couleur — 2,39:1 (CinémaScope) 4K — son 5.1[8]
- Genre : drame, thriller
- Durée : 107 minutes[8]
- Date de sortie : 
  - France : 24 septembre 2025[9],[10] Date sujette à modification

## Distribution
- Camille Cottin : Claire[1]
- Romain Duris : Yves[1]
- Céleste Brunnquell
- Denis Podalydès
- Bruno Podalydès

## Production

### Développement
Début janvier 2022, le Centre national du cinéma et de l'image animée (CNC) soutient Pierre Schoeller, lui attribuant une avance sur recettes, pour son quatrième long métrage Rembrandt, avec Sandrine Kiberlain et Mathieu Amalric, dont il est également scénariste aux côtés de Anne-Louise Trividic, en collaboration avec Violette Garcia. En septembre, le réalisateur précise, dans un entretien, que le film a pour thème de l'industrie nucléaire
Il est produit par Alain Attal pour Trésor Films et coproduit par les sociétés France 3 Cinéma et Zinc., ainsi que la société belge, Artémis Productions. Le budget s'élève à 8,5 millions euros.
Fin janvier 2024, le film est préacheté par Canal+, France Télévision et Netflix France.

### Attribution des rôles
|  |

Mi-septembre 2023, Camille Cottin et Gilles Lellouche remplacent Sandrine Kiberlain et Mathieu Amalric sans explication,.
Fin janvier 2024, Romain Duris, qui remplace Gilles Lellouche, puis les frères Denis et Bruno Podalydès, ainsi que Céleste Brunnquell se joignent à Camille Cottin,.

### Tournage
Le tournage débute le 22 janvier 2024,, en région parisienne. Il a également lieu à Saint-Avold (Moselle) pour la centrale à charbon, ainsi qu'en Angleterre (Royaume-uni) pour une journée. Les prises de vues devaient prendre fin le 13 mars.

### Musique
La musique du film sera composée par le Polonais Paweł Mykietyn,.

### Postproduction
Mi-janvier 2025, le distributeur Zinc., qui, à la mi-septembre 2023, prévoyait la sortie du film sur le second semestre 2024,, révèle la date de sortie : le 11 juin 2025, puis repousse au 24 septembre suivant,.
Début janvier 2025, une première image du film est dévoilée.

## Accueil
Rembrandt sortira le 24 septembre 2025 dans toute la France.